# Diplotaxis patyvauriea
Diplotaxis patyvauriea är en skalbaggsart som beskrevs av Juan A. Delgado 1990. Diplotaxis patyvauriea ingår i släktet Diplotaxis och familjen Melolonthidae. Inga underarter finns listade i Catalogue of Life.